# فرينوز (إيفلين)
فرينوز (بالفرنسية: Freneuse) هي بلدية فرنسية  تابعة لإقليم إيفلين في إيل دو فرانس وتقع في شمال فرنسا وهي ضاحية لباريس ويسكنها اقل من 4000 ساكن حسب إحصائيات سنة 2009.

## روابط
- الموقع الرسمي لعمادة المدينة